# スタンディング・カーフ・レイズ
スタンディング・カーフ・レイズ(standing calf raise)は、ウエイトトレーニングの種目の一つ。ふくらはぎの腓腹筋の筋肥大を促し、筋力を高めることができる。最大限にストレッチさせるためには適度な段差があることが望ましい。爪先を外側に向けて行うと腓腹筋内側、内側に向けて行うと腓腹筋外側への負荷が増す。片足で行うと負荷が強い。かかとを上げたところで数秒間耐えるのも効果的である。

## 具体的動作

### スタンディング・バーベル・カーフ・レイズ
1. スクワットの要領で肩にバーベルを担いで立ち、段差の端に足の母趾球から先を乗せる。かかとを下げ、足首を十分にストレッチさせる。
2. 息を吐きながらかかとを上げていく。
3. 腓腹筋が十分に収縮するのを感じ取ったら、息を吸いながら元の姿勢に戻る。
4. 2~3を繰り返す。

### スタンディング・ダンベル・カーフ・レイズ
1. 両手にダンベルを持って立ち、段差の端に足の母趾球から先を乗せる。かかとを下げ、足首を十分にストレッチさせる。
2. 息を吐きながらかかとを上げていく。
3. 腓腹筋が十分に収縮するのを感じ取ったら、息を吸いながら元の姿勢に戻る。
4. 2~3を繰り返す。

### スタンディング・スミスマシン・カーフ・レイズ
1. バーのロックを解除してスクワットの要領で肩にバーを担いで立ち、段差の端に足の母趾球から先を乗せる。かかとを下げ、足首を十分にストレッチさせる。
2. 息を吐きながらかかとを上げていく。
3. 腓腹筋が十分に収縮するのを感じ取ったら、息を吸いながら元の姿勢に戻る。
4. 2~3を繰り返す。

### ワンレッグ・スタンディング・ダンベル・カーフ・レイズ
1. 鍛える脚と同じ方の手にダンベルを持って段差の端に足の母趾球から先を乗せて片足で立つ。かかとを下げ、足首を十分にストレッチさせる。空いている手で支えになるものを押さえ、体を安定させる。
2. 息を吐きながらかかとを上げていく。
3. 腓腹筋が十分に収縮するのを感じ取ったら、息を吸いながら元の姿勢に戻る。
4. 2~3を繰り返す。反対側も同様に行う。

### ワンレッグ・スタンディング・スミスマシン・カーフ・レイズ
1. バーのロックを解除してスクワットの要領で肩にバーを担ぎ、段差の端に足の母趾球から先を乗せて片足で立つ。かかとを下げ、足首を十分にストレッチさせる。
2. 息を吐きながらかかとを上げていく。
3. 腓腹筋が十分に収縮するのを感じ取ったら、息を吸いながら元の姿勢に戻る。
4. 2~3を繰り返す。